# Evangelischer Verein für Adoption und Pflegekinderhilfe
Der Evangelische Verein für Adoption und Pflegekinderhilfe (EVAP) ist ein eingetragener Verein zur Vermittlung von Adoptions- und Pflegekindern gemäß dem § 2 Adoptionsvermittlungsgesetz. EVAP ist ein Mitglied von EurAdopt, einem Netzwerk verschiedener europäischer Organisationen mit Bezug zu Adoption.

## Aufgaben
Die ursprünglichen Aufgaben der evangelischen Jugendfürsorge bestanden in der Betreuung verwahrloster Kinder. Mit dem Wandel der Adoption haben sich auch die Aufgaben des Vereins von der Vermittlung von Kriegswaisen hin zu der Vermittlung von Auslandsadoptionen und Findelkindern hin entwickelt.

### Auslandsadoption
EVAP ist eine von der Bundeszentralstelle für Auslandsadoption bei dem Bundesamt für Justiz anerkannte Vermittlungsstelle für Auslandsadoptionen aus den Ländern Kenia und Südafrika (Juli 2017).
Der Verein prüft die grundsätzliche Eignung der möglichen Adoptiveltern für eine Adoption und begleiten diese in dem nachfolgenden Prozess. Insbesondere unterhält der Verein Niederlassungen in den jeweiligen Herkunftsländern der Adoptivkinder, um die Adoptiveltern vor Ort im Adoptionsprozess zu unterstützen.
Im Zeitraum von 1991 bis 2014 hat EVAP als Vermittlungsstelle für Äthiopien mehr als 500 Kinder nach Deutschland vermittelt. Aufgrund veränderter Rahmenbedingungen in Äthiopien sieht sich der Verein nicht mehr in der Lage Adoptionsvermittlungen aus Äthiopien durchzuführen.

## Aktuelle Aktivitäten
- Vermittlung von Pflegekindern
- Beratung von Schwangeren
- Beratung von Adoptivkindern und Eltern in der Nachsorge der Adoption
- Vermittlung von Adoptivkindern aus Südafrika